# Stator
Stator (njem. Stator, prema lat. status: stajanje) je mirujući dio stroja ili motora (na primjer turbine, sisaljke, elektromotora, generatora), unutar kojega se okreće (rotira) rotor. Statorom se dovodi energija (električna, pare, plina, vode) rotoru, u kojem se pretvara u kinetičku energiju rotacije i dalje u koristan rad (pogonski strojevi), ili stator preuzima energiju s rotora i pretvara ju u neki drugi oblik (električni generator, turbokompresor, centrifugalna sisaljka).

## Rotor
Rotor (njem. Rotor < engl. rotor, skr. od rotator, prema rotate <lat. rotare: vrtjeti, okretati), u tehnici, je dio stroja ili drugog uređaja koji svojim okretanjem obavlja neko korisno djelovanje, na primjer rotor Wankelova motora ili elektromotora, parne, plinske ili vjetrene turbine, helikoptera. Kod pogonskih strojeva kao što su elektromotori ili turbine, dovedena se energija (pare, plina, vode, električne struje) pretvara u kinetičku energiju vrtnje rotora, kojom se preko nekoga pretvornika obavlja rad, dok je kod nekih drugih strojeva (električni generator, turbokompresor, centrifugalna sisaljka) postupak obrnut, to jest kinetička energija dovedena rotoru pretvara se u novi oblik.